# Georg Wilhelm, Duce de Brunswick-Lüneburg
Georg Wilhelm (26 ianuarie 1624 – 28 august 1705) a fost Duce de Brunswick-Lüneburg. A domnit întâi în principatul de Calenberg, o subdiviziune a ducatului, apoi asupra subdiviziunii de Lüneburg.
 
Georg Wilhelm a fost tatăl Sofiei Dorothea de Celle, soția viitorului rege George I al Marii Britanii.

## Biografie

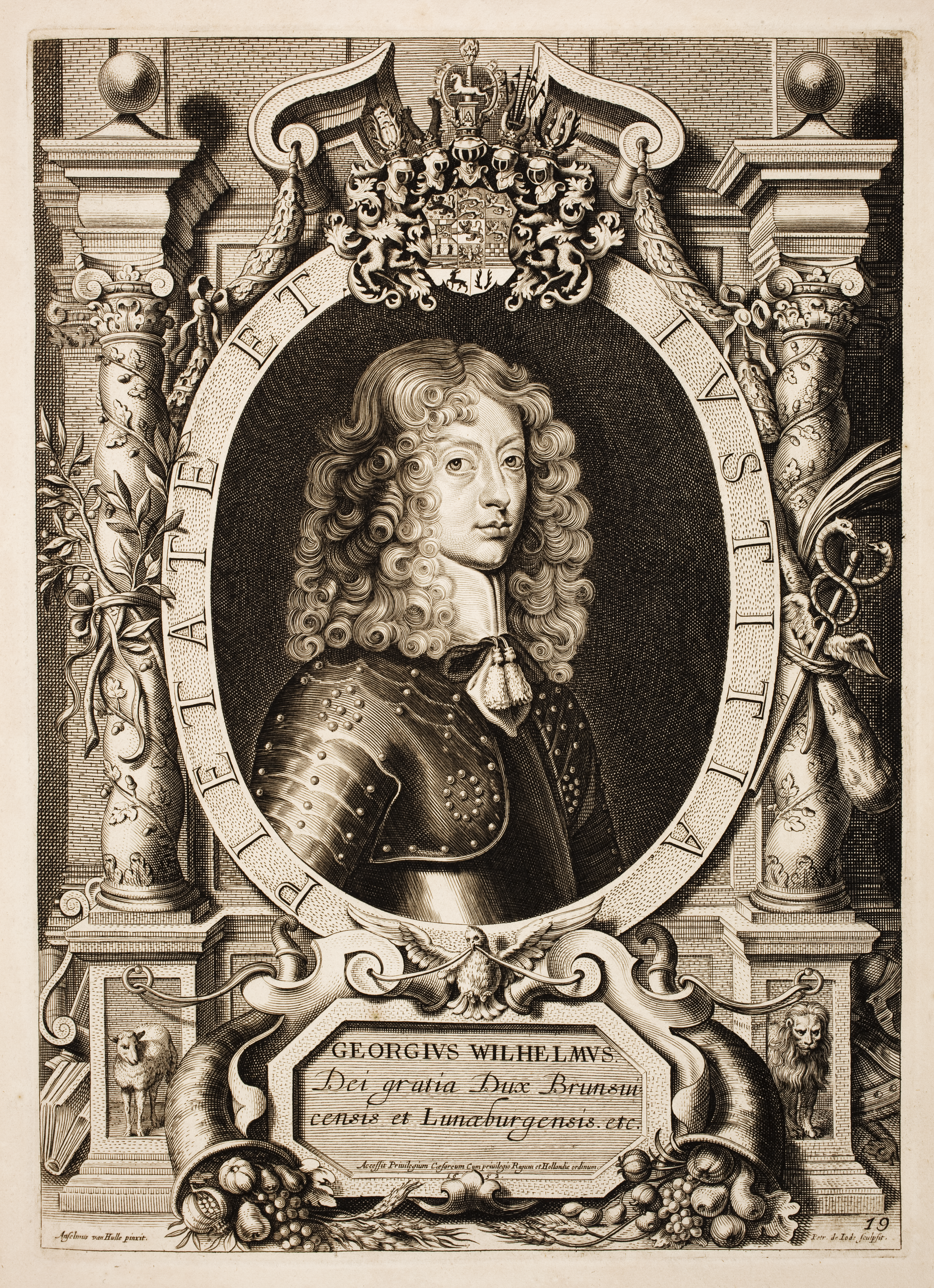
Portret al lui Georg Wilhelm de Pieter de Jode II

Georg Wilhelm a fost al doilea fiu al lui Georg, Duce de Brunswick-Lüneburg. A avut un frate mai mare, doi frați mai mici și câteva surori, printre care și regina Sophie Amalie a Danemarcei.
În 1648, când fratele său mai mare Christian Ludwig a moștenit principatul de Lüneburg de la unchiul lor patern, el i-a dat principatul de Calenberg fratelui său mai mic, Georg Wilhelm. Când Christian Ludwig a murit fără moștenitori în 1665, Georg Wilhelm a moștenit Lüneburg. La rândul său a dat principatul de Calenberg următorului frate, Johann Frederic.
În schimbul eliberării de obligația de a se căsători cu Prințesa Sofia de Hanovra, Georg Wilhelm a a cedat Lüneburg fratelui mai mic, Ernest Augustus, el stabilindu-se în micuțul ducat de Celle și a promis să nu se căsătorească pentru a nu periclita poziția de moștenitor a fratelui său. Ernest Augustus s-a căsătorit cu Sofia și a devenit Duce de Hanovra.
Această renunțare i-a permis lui Georg Wilhelm să trăiască cu metresa sa Eleanor, contesă de Wilhelmsburg. În 1666 s-a născut singurul lor copil, Sophia Dorothea.
În 1676, a devenit destul de clar că dintre cei patru frați, numai mezinul Ernest Augustus a produs moștenitori masculini și că întregul ducat de Luneburg va fi unit sub fiul cel mare al lui Ernest, George Louis. Prin urmare, Georg Wilhelm a dorit ca  nepotul său George Louis să se căsătorească cu fiica sa, Sophia Dorothea. Spre supărarea sa, nepotul și părinții acestuia au refuzat, pe motiv de rang social. În 1676, dorind să îmbunătățească statutul metresei și a fiicei sale, în ciuda promisiunii făcute, Georg Wilhelm și-a legitimizat fiica și s-a căsătorit cu Eleanor. Acest lucru a alarmat rudele sale, dacă Georg Wilhelm urma să aibă un fiu, urma o criză serioasă de succesiune. În 1682 părinții lui George Louis au fost de acord cu căsătoria pentru a evita incertitudinile și disputele.
Căsătoria tinerilor a avut loc în 1682 și în anul următor s-a născut un fiu. În 1714, George Louis va urca pe tronul Marii Britanii sub numele de regele George I. Deci toți monarhii Marii Britanii începând cu George al II-lea sunt descendenții lui Georg Wilhelm.
În 1689, Julius Franz, Duce de Saxa-Lauenburg a murit fără să aibă moștenitori pe linie masculină, el avea doar două fiice: Anna și Maria. În ducat acționa Legea Salică însă ducele a decis s-o nominalizeze pe fiica cea mare moștenitoare și să proclame legile care ar fi permis și succesiunea ducatului pe linie feminină. Această inovație nu a fost acceptată de membrii seniori ai dinastiei, care erau ceilalți potențiali succesori.
Georg Wilhelm era cel mai în vârstă dintre pretendenții la conducerea ducatului. La scurt timp după moartea ducelui Julius Franz, Georg Wilhelm a invadat ducatul cu trupele sale și l-a ocupat.